# Har HaQoẕ
Har HaQoẕ (hebreiska: הר הקוץ) är ett berg i Israel.   Det ligger i distriktet Norra distriktet, i den norra delen av landet. Toppen på Har HaQoẕ är 292 meter över havet, eller 104 meter över den omgivande terrängen. Bredden vid basen är 2,9 km.
Terrängen runt Har HaQoẕ är kuperad.Runt Har HaQoẕ är det tätbefolkat, med 982 invånare per kvadratkilometer. Närmaste större samhälle är Nasaret, 19,1 km sydväst om Har HaQoẕ. Trakten runt Har HaQoẕ består till största delen av jordbruksmark.